# グランドチャンピオン (雑誌)
『グランドチャンピオン』は、かつて秋田書店が発行していた日本の月2回刊青年漫画雑誌。毎月第1・第3火曜日発売であった。

## 概要
1992年8月創刊。同社が既に刊行していた『ヤングチャンピオン』や『プレイコミック』よりもやや上の年齢層の男性を対象としており、劇画やお色気などをテーマにした漫画作品が多く掲載されていた。また、漫画以外にもサラリーマンやギャンブルといった社会人に対するコラムが連載されていた。『グランドチャンピオンコミックス』という本誌専門の漫画単行本レーベルも発行されていたが、売れ行きが伸びなかったことにより1994年に休刊となった。編集者であった奥村勝彦は、本誌の休刊を最後に秋田書店を退社し、アスキー(現KADOKAWAブランドのエンターブレイン)に移籍している。
1995年には同社から青年誌として対象年齢を若干下げた『チャンピオンジャック』が創刊されたが、こちらもほどなくして休刊となっている。

## 主な掲載作品
- 関節王（三倉佳境）
- 当選（立原あゆみ）
- ヨコハマBAY BRIDGE（作：正延哲士 / 画：なかたひろお）
- KIDS!（五十嵐浩一）
- ボクによろしく!（木村直巳）
- みっちゃん道々（井浦秀夫）
- ハード・コア（作：狩撫麻礼 / 画：いましろたかし）
- ひとにやさしく（大越孝太郎）
- 大江戸白波妖異記（山岡朝）
- GO BEYOND（梶山ヨシヒロ）
- ムーンライト・レヴュー（東元）
- イクゾーぱらだいす（田島みるく）
- ゆず（須藤真澄）
- ナムチ（高寺彰彦）
- 怒神（上川端通）
- 隠密教輩キド（たなか亜希夫）
- レッツラゴーでバンバンバン（なすのちぐさ）
- 君だけの夏（仲川アキラ）
- しあわせ大明神（関一成）
- ゴングロック（松本嵩春）
- バストショット（矢野健太郎）
- ブロイラーおやじFX（桜玉吉）
- Be All（仲川アキラ）
- ミスターKiss MAN（山口譲司）
- 攘夷（森田信吾）
- 好きだから♡（ほづみみずほ）
- カラス（木村直巳）
- 甲子園への祭り（一の瀬遊）
- G社員えびす（作：山本けんいち / 画：河島北京）
- 悲情渓谷（辻司）
- 百万人の殺人形而上学（作：長沢克泰 / 画：中塚K）
- バニラの招待状（おおひなたごう）
- スクープ（いいおたかし）
- 赤い糸（村生ミオ）
- 猟姫ナジャ（山本貴嗣）
- ラブストーリー適齢期（くさのあきひろ）
- 流れ者マン（田村信）
- スポスポ（前田ムサシ）
- 地獄のプリンス柔道王子（鴨川つばめ）
- カリ・ユガ（山野一）